# 水塔 (奥特罗)
52°6′56.73″N 5°49′40.88″E / 52.1157583°N 5.8280222°E

水塔（荷蘭語：De Watertoren）位于奥特洛（Otterlo）圣胡伯池塘畔，属于圣胡伯狩猎住宅，原为一座风车的基座。大约1920年前后，圣胡伯池塘底部出现渗漏，水面下降。此后，一座铁制风车建立起来，以调节水位。随后这被证明不需要，故该铁制风车又被拆毁。

## 设计
该水塔是由比利时建筑师亨利·范·德费尔德（Henry van de Velde）设计的，他也为圣胡伯狩猎住宅的主人克勒勒-米勒夫妇设计了克勒勒-米勒博物馆。其风格属于新艺术风格，用毛尔布劳恩（Maulbronn）的砂岩及带有几何设计风格元素雕刻的方砖建造。

## 位置
该建筑位于圣胡伯狩猎住宅池塘南岸，Kronkelweg旁边的小树林内，一座杜鵑花簇拥着的小山上。一条沙土小径从Kronkelweg蜿蜒至此，在接近该建筑处有砖砌台阶。该建筑目前闲置。

## 风车
该建筑起初被设计为一座带泵房的蓄水池。水由一座架在塔顶的美国式铁制风车泵出。该泵及蓄水池可以调节池塘内的水量。该池塘起初由于渗漏严重故在水位的保持上产生了许多问题。此后通过在池底土层上铺设胶黏料，这些问题被成功地解决了。这就令风车和水泵变得不必要，故铁制风车被拆毁，只有砖石结构部分保存至今。